# Åby, Björklinge socken
Åby, även Björklinge-Åby, är en by i södra delen av Björklinge socken i Uppsala kommun, Uppland.
Byn, som ligger mitt på den 60:e breddgraden, består av enfamiljshus samt bondgårdar och är belägen cirka 3 kilometer söder om Björklinge kyrka. 
Väster om Åby flyter Björklingeån. Byn har förbindelse med länsväg C 600 via en enskild väg. Grannby är Gränby i nordost.
Enligt Brita De la Gardies (1581-1645) testamente fanns ett av familjen uppbyggt hospital vid Björklinge kyrka, till vars underhåll hon avsatte två gårdar, varav den ena var Åby i Björklinge socken.